# Carolina Vargas
Carolina Ignacia Vargas Romero (* 30. Mai 1990 in Viña del Mar) ist eine chilenische Schauspielerin.

## Leben
Vargas wurde am 30. Mai 1990 in Viña del Mar, nach anderen Angaben in Santiago de Chile, geboren und wuchs mit Englisch und Spanisch als Muttersprachen bilingual auf. Sie ist die zweite Tochter von Angélica Romero und Rolando Vargas Escudero. Als sie neun Jahre alt war, zog die Familie nach Santiago de Chile. Ab ihrem zehnten Lebensjahr nahm sie an der Sara Nieto Academy Ballettunterricht. Ihren Schulabschluss machte sie an der Colegio Calasanz in Ñuñoa. Von 2007 bis 2012 studierte sie Theaterschauspiel an der Päpstlichen Katholischen Universität von Chile und schloss das Studium 2012 mit dem Bachelor of Arts erfolgreich ab. Danach erlangte sie ihren Master of Arts in Schauspiel am California Institute of the Arts.
Ab 2006 fand Vargas in der Rolle der Kika in der Fernsehserie Amango zum Fernsehschauspiel. Von 2007 bis 2009 war sie in dieser Rolle in insgesamt 28 Episoden zu sehen. 2009 wirkte sie in der Fernsehserie Corazón rebelde in 81 Episoden als Maite Medina mit. Anschließend folgten kleinere, wiederkehrende Rollen in verschiedenen Fernsehserien. 2018 wirkte sie im Musikvideo zum Lied The Good Kind der Band Kisspanic mit. Danach folgten Besetzungen in US-amerikanischen Kurzfilmproduktionen. 2022 spielte sie im Mockbuster Bullet Train Down die Rolle der Holly. 2023 wirkte sie im Kurzfilm The Invite mit.

## Filmografie (Auswahl)
- 2007–2009: Amango (Fernsehserie, 28 Episoden)
- 2009: Corazón rebelde (Fernsehserie, 81 Episoden)
- 2011: Aquí mando yo (Fernsehserie, 4 Episoden)
- 2012: Pobre Rico (Fernsehserie, 5 Episoden)
- 2015: Caleta del Sol (Fernsehserie, 9 Episoden)
- 2018: Jebel Banat (Kurzfilm; Sprechrolle)
- 2019: Once Upon a Time in Hollywood
- 2020: El Viaje (Kurzfilm)
- 2021: They Call Us Sediciosos (Kurzfilm)
- 2021: Dream of Aces (Kurzfilm)
- 2022: The Heartbeat Act (Kurzfilm)
- 2022: Bullet Train Down
- 2023: The Invite (Kurzfilm)

## Theater (Auswahl)
- Romeo and Juliet, Notre Dame Shakespeare Festival
- The Cymbeline Project, Oregon Shakespeare Festival
- One island, Ghostbird, NEA grant
- Salem Post Mortem, NY Theater Workshop, Remote
- Ready! Set!, Prague Quadrennial
- Native Voices: Quantum, Autry Museum LA
- The End, The End, The End, Edinburgh Fringe Festival
- El Acercamiento, Centro Cultural Español - Miami
- The Seagull, CalArts
- Medea, CalArts
- Vinegar Tom,  CalArts
- La Ultima Linea, Teatro del Puente